# Erythroxylum banaoense
Erythroxylum banaoense är en tvåhjärtbladig växtart som beskrevs av Oviedo. Erythroxylum banaoense ingår i släktet Erythroxylum och familjen Erythroxylaceae. Inga underarter finns listade i Catalogue of Life.